# Садиба на вулиці Саксаганського, 44
Садиба на вулиці Саксаганського, 44 — комплекс житлових будинків у Голосіївському районі міста Києва. Складається з п'яти будинків — № 44 (або 44-а), № 44-б, № 44-в, № 44-г і № 44-е, перші два з яких мають статус пам'яток історії, останній — щойно виявленої пам'ятки архітектури. У будинках садиби проживала низка видатних діячів науки та культури, громадсько-політичного життя.

## Історія
З середини XIX століття садиба належала колезькому асесору В. Стишинському і мала характерну для тогочасного Києва забудову: цегляно-дерев'яні малоповерхові споруди, сад, велике подвір'я. Від первісної забудови зберігся двоповерховий головний будинок (сучасний № 44-е). У 1896 році садибу успадкувала донька попереднього власника О. Стишинська. В ті часи Київ переживав будівельний «бум», тому нова власниця замовила архітектору А.-Ф. Крауссу проєкти двох прибуткових будинків (№ 44 і № 44-б). Після їх спорудження садиба набула сучасного вигляду. Будівельний «бум» незабаром перейшов у кризу, під час якої власниця не змогла розрахуватися із кредиторами, тому садибу 1900 року описали за борги. Наступного, 1901 року, її придбав на публічних торгах купець 2-ї гільдії Микола Людвигович Фальберг, який володів садибою до 1910-х років.

## Опис
Будинки колишньої садиби розміщені на її території наступним чином: два будинки (№ 44 і № 44-е) — на червоній лінії забудови вулиці, за подвір'ям будинку № 44 паралельно йому стоїть будинок № 44-б, за ним, на другому подвір'ї, перпендикулярно до інших будинків — флігелі № 44-в і № 44-г, перебудовані з господарських споруд, які не мають архітектурної або історичної цінності.
Будинок № 44 зведений у 1898 році за типовим для тих часів проєктом. Будівля чотириповерхова із розвиненим цокольним напівповерхом, цегляна, фарбована, Т-подібна у плані, із розвиненим дворовим ризалітом, який вміщує чорну сходову клітку. Внутрішнє планування односекційне, первісно на кожному поверсі були по дві великі квартири з двобічним коридорним плануванням. Перекриття пласкі, дах двосхилий, вкритий бляхою. Головний фасад — 11-віконний, симетричний, трьохосьовий, декорований у стилі історизму із використанням ренесансно-барокових деталей, причому насиченість оздоблення зростає від першого до четвертого поверху. Композиційні осі виділені трьома розкріповками (центральна на три вікна, бічні — на одне), що завершуються фронтонами (трикутними на бічних, лучковим — на центральній). Додатково у розкріповках вертикальність членування підкреслюють лопатки на рівні першого—другого поверхів (рустовані на першому, гладкі із ліпниною у вигляді гірлянди— на другому) та модифіковані пілястри на рівні третього—четвертого поверхів. Вікна прямокутні, окрім центрального вікна четвертого поверху в центральній розкріповці, яке має напівциркульне завершення. Оздоблення вікон на різних поверхах різне: вікна першого поверху прикрашені замковими каменями та зубчатими підвіконнями, вікна другого поверху обрамлені лиштвами та увінчані у розкріповках фігурним кронштейном із гірляндою, за межами розкріповок — клинчастими замковими каменями, підвіконні вставки — простої прямокутної форми. Вікна третього поверху обрамлені лиштвами, прикрашені прямокутними підвіконними вставками та ліпними надвіконними вставками із рослинними мотивами, у розкріповках додатково увінчані маскаронами у вигляді голів «лісових людей». Вікна обрамлені лиштвами та увінчані замковими каменями та сандриками, трикутними у розкріповках і прямокутними в інших вікнах та арковому вікні на центральній осі. Головний вхід розташований на центральній осі та веде до парадної сходової клітки. На лівій осі — проїзд на подвір'я, над яким в антресолях розташоване житлове приміщення — колишня двірницька. Дворовий фасад має спрощений, цегляний декор. В інтер'єрі з первісного оздоблення збереглися покриття підлоги візерунчастою керамічною плиткою (у вестибюлі та парадній сходовій клітці) та огорожа парадних двомаршових сходів з арабесками у вигляді волют.
Будинок № 44-б — колишній флігель, зведений у 1899 році, в архітектурному плані дуже схожий на будинок № 44, але декор трохи простіший. Будівля чотириповерхова із цокольним напівповерхом, цегляна, фарбована, прямокутна у плані. Внутрішнє планування — односекційне, по чотири квартири на кожному поверсі, двоє сходів — парадні та чорні. Перекриття пласкі, дах двосхилий, вкритий бляхою. Чоловий фасад — 11-віконний, симетричний, одноосьовий, центральну вісь підкреслює слабо виражена розкріповка, увінчана лучковим фронтоном. Оздоблення — у стилі історизм. Вікна прямокутні, на першому—другому поверхах прикрашені замковими каменями, на третьому — надвіконними вставками із ліпним рослинним орнаментом (на крайньому зліва вікні зберігся маскарон у вигляді голови «лісової людини»), на четвертому — трикутними сандриками над трьома центральними вікнами та прямокутними сандриками на інших вікнах. Додатково площину фасаду вертикально членують розміщені у міжвіконнях частково рустовані лопатки на рівні першого—другого поверхів та високі модифіковані пілястри на рівні третього—четвертого поверхів. Головний вхід розташований на центральній осі, проїзд на внутрішнє подвір'я — на лівому фланзі, над проїздом — антресолі із приміщенням колишньої двірницької. В інтер'єрі будинку збереглися керамічне покриття підлоги та огородження сходів.
Будинок № 44-е зведений у 1850—1851 роках, є рідкісним зразком забудови вулиці Саксаганського середини XIX століття. Первісно був дерев'яним на цегляному підмурку, мав мезонін. У 1894 році будівлю обклали цеглою. Будівля двоповерхова, П-подібна у плані, перший поверх тинькований, другий — фарбований. Перекриття пласкі, дах напіввальмовий, вкритий бляхою. Чоловий фасад симетричний, семивіконний, має стриманий декор у стилі пізнього класицизму. Фланги будинку виділені двовіконними пряслами, фланкованими лопатками. Вікна прямокутні, на другому поверсі прикрашені напівлиштвами, підвіконними дошками, у міжвіконних простінках — фігурні фільонки. Фасад горизонтально розчленований міжповерховим гуртом і завершений нешироким карнизом із зубчастим декором. Головний вхід розташований по центру фасаду. Первісні інтер'єри не збереглися. У 1990-х роках будинок реконструювали.

## Видатні мешканці
У будинку № 44 у різні роки проживали:
- у квартирі № 8 у 1896—1909 роках — родина Шульгиних, зокрема, історик і педагог Яків Миколайович Шульгин[10], та його сини, старший Олександр, історик, публіцист, політичний діяч часів визвольних змагань та в еміграції, та молодший Володимир, учасник бою під Крутами[5][11][12];
- у квартирі № 24 у 1901—1903 роках[К 1] — історик та етнограф Олександр Сергійович Грушевський, брат Михайла Грушевського[5][13][12];
- у квартирі № 25 у 1900 році — письменник Сергій Бердяєв[5][11][14].

У квартирі № 12, у 1941—1943 роках, під час нацистської окупації Києва у Другій світовій війні, діяла явочна квартира Радянського підпільного райкому ЛКСМУ.
У будинку № 44-б мешкали:
- у квартирі № 25 у 1944—1948 роках — більшовицький діяч Омелян Горбачов[5];
- у квартирі № 42 у 1944—1952 роках — письменник Олекса Гуреїв[5][16];
- у квартирі № 44 у 1944—1954 роках — поет-сатирик Степан Олійник[5][16][17][18].

Також у цьому будинку з осені 1931 року до літа 1932 року проживав письменник Микола Островський.

## Меморіальні дошки
На фасаді будинку № 44, праворуч від проїзду на подвір'я, у 1975 році встановлено гранітну меморіальну дошку на честь Радянського підпільного райкому ЛКСМУ, явочна квартира якого діяла у цьому будинку в 1941—1943 роках.

## Галерея

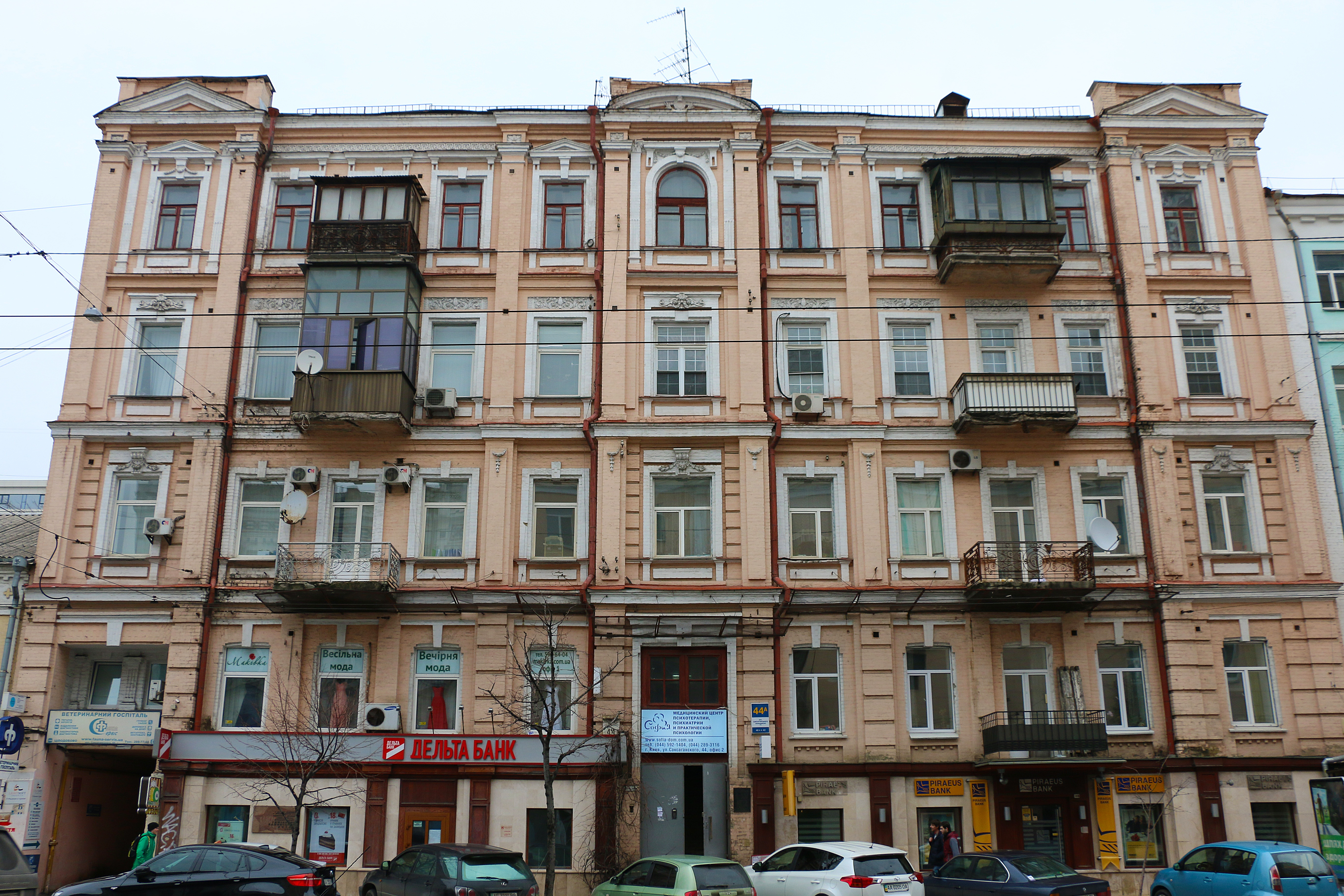
Будинок № 44
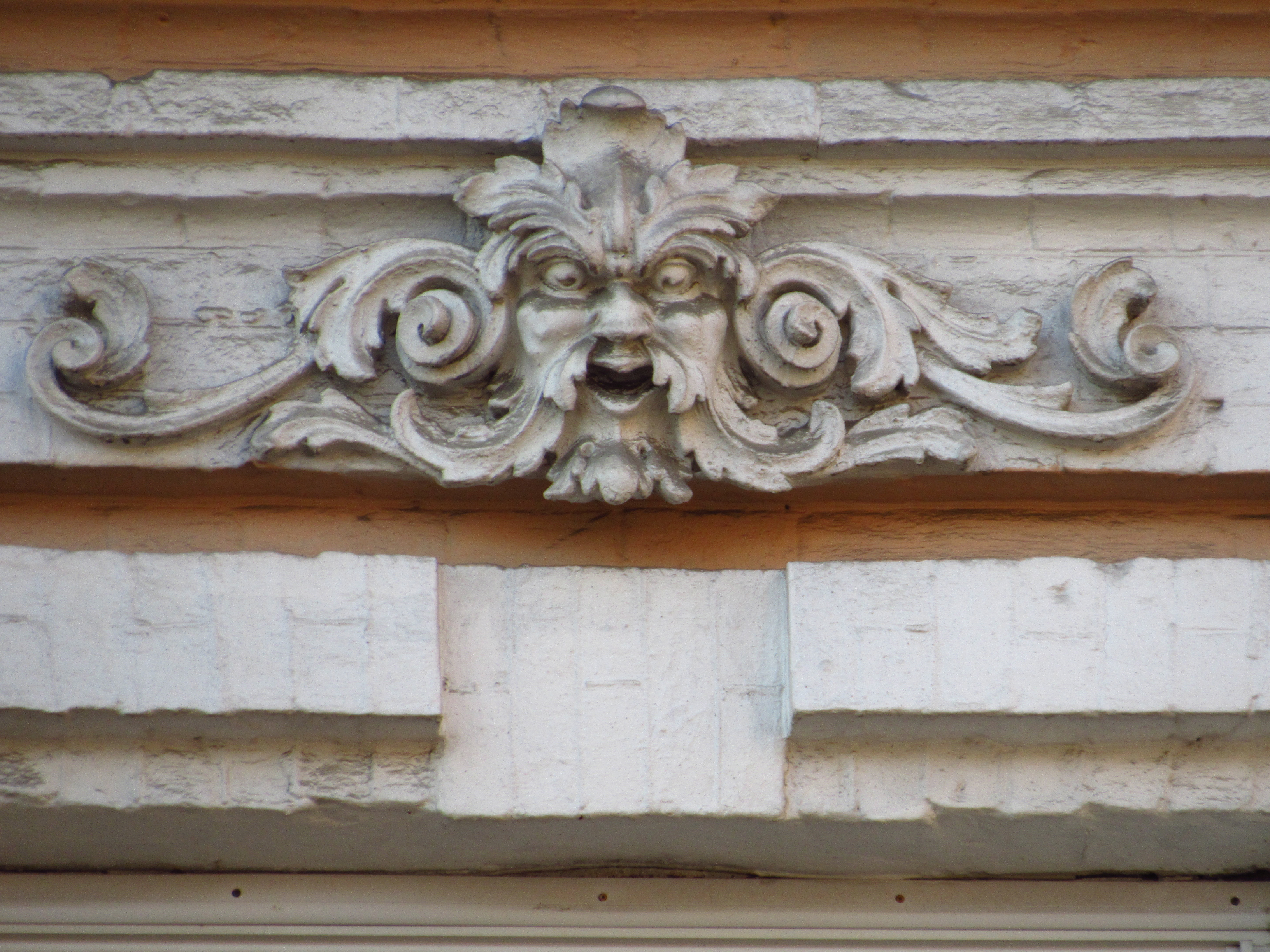
Маскарон на будинку № 44
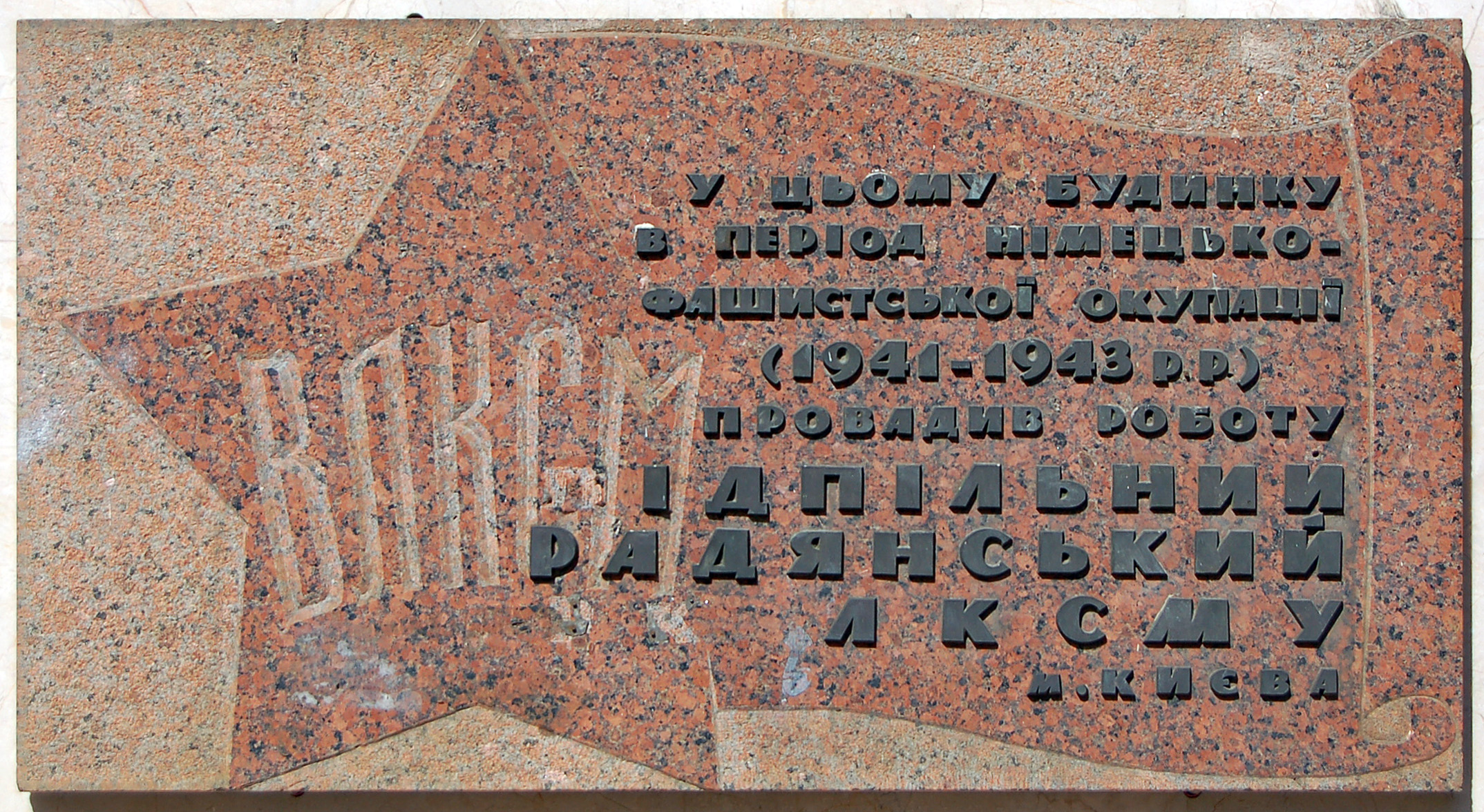
Меморіальна дошка на будинку № 44
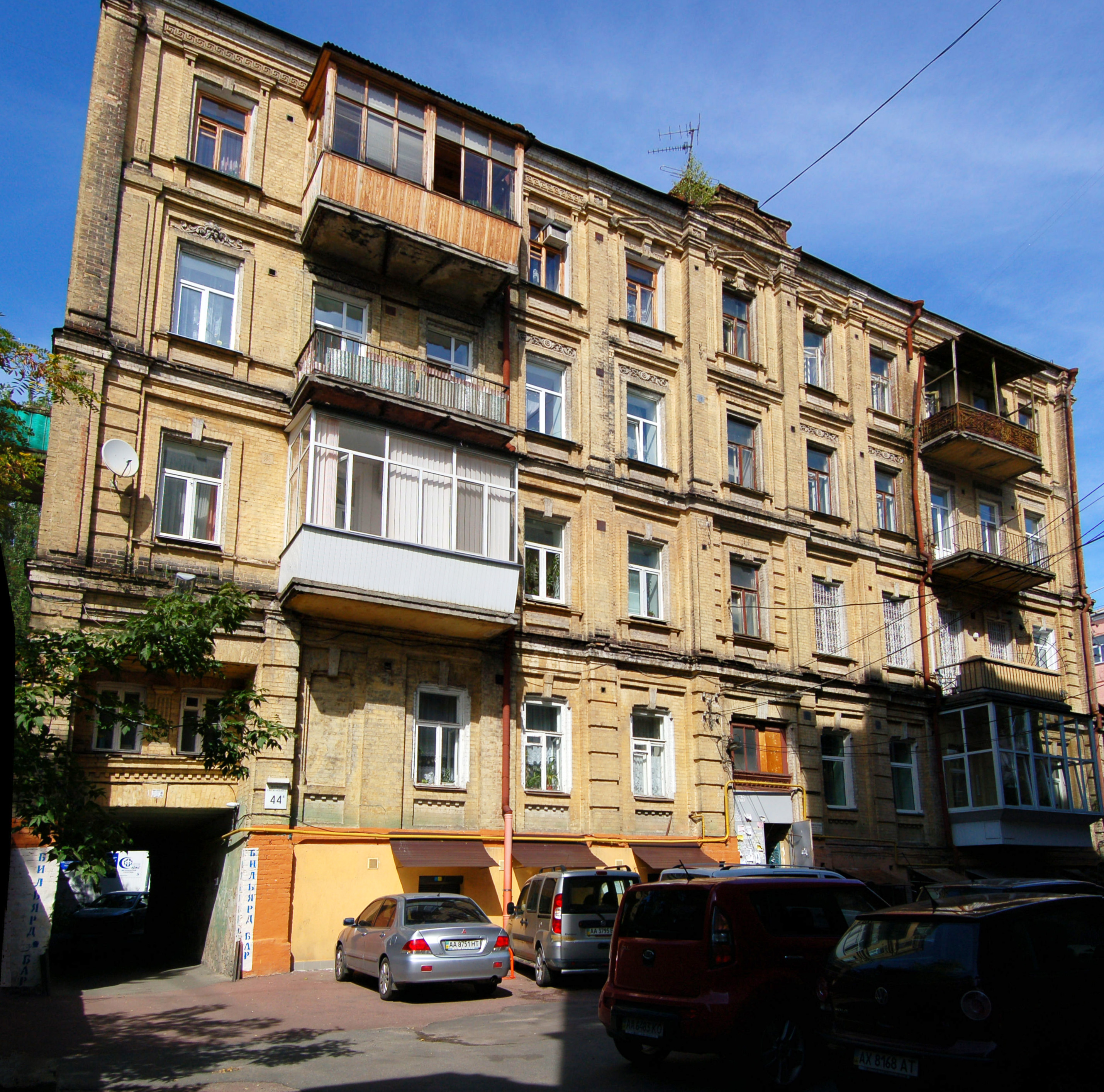
Будинок № 44-б
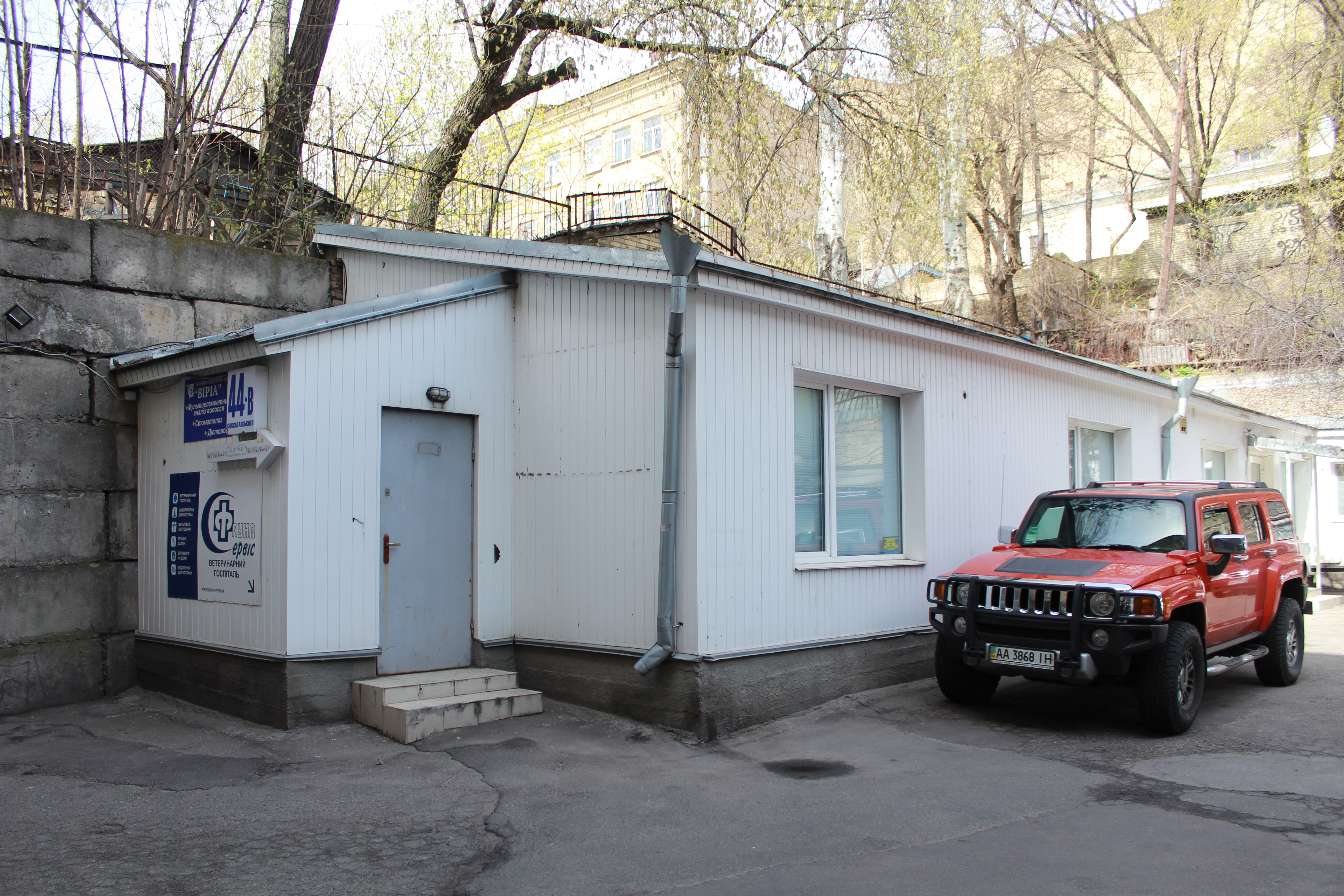
Будинок № 44-в
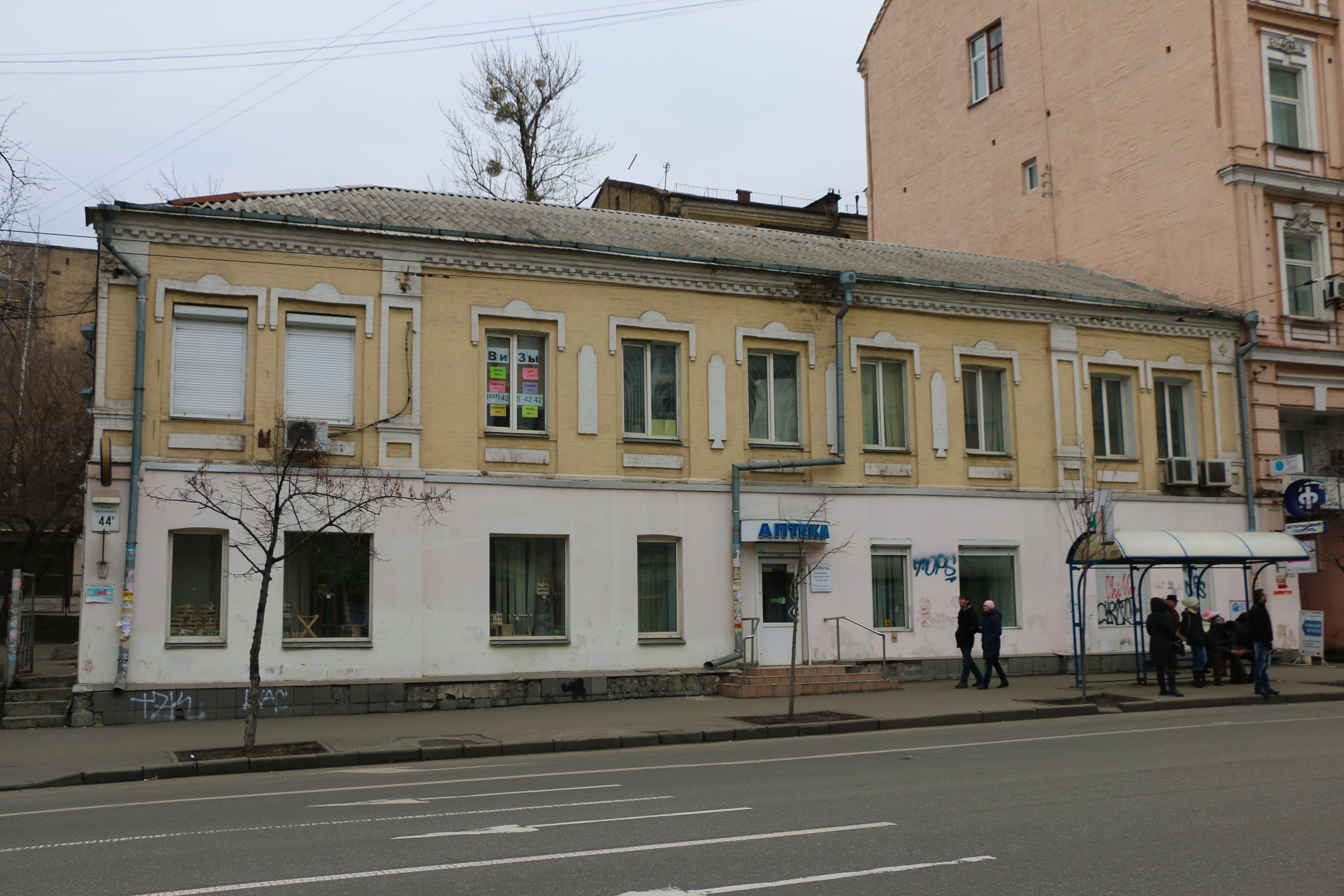
Будинок № 44-е